# Principado de Albania (medieval)
El Principado de Albania (en albanés: Principata e Arbërisë) fue un principado albanés fundado luego del desmantelamiento del Reino de Albania (medieval) por Carlos Topia. El principado cambió de manos entre la dinastía Topia y la dinastía Balšić, hasta 1392, cuando Durrës fue anexionada por la República de Venecia.

## Historia
Uno de los primeros gobernantes notables de la familia Topia fue Tanusio Topia, al que se menciona en 1329 como conde de Albania. 
En un acta de Roberto I de Nápoles, de 15 de abril de 1338, se le menciona como conde de Matia (conte di Matia). Esto confirma la relación de los Topia con los angevinos desde la época de Felipe I.
En 1343, el rey serbio Esteban Dušan había conquistado la mayor parte de Albania, excepto Durazzo, que era defendido por Tanusio. Después de la muerte del rey serbio, la familia Topia recuperó sus dominios, y gobernó la Albania central. En 1358, Carlos se rebeló contra el gobierno de los Anjou y logró expulsarlos De Épiro y Albania hasta Durrës, donde los angevinos resistieron durante un tiempo. Entre 1358 y 1368 gobernó sobre partes lejanas del centro de Albania y se autodenominó Princeps Albaniae. En 1368 conquistó Durrés, poniendo fin al Reino de Albania.
Balša II hizo un intento de conquistar Durrës, un centro comercial y estratégico gobernado por su rival, Carlos Topia, y le derrotó en 1385. Carlos llamó en su ayuda al sultán Murad I, que puso fin a la familia Balša en el principado de Zeta en el mismo año. En 1392, Durazzo cayó en poder de la República de Venecia, donde permanecieron hasta su conquista por el Imperio otomano en 1415.
- Datos: Q865584